# Eelswerd
Eelswerd is een wierde in de gemeente Het Hogeland in de provincie Groningen. De wierde ligt iets ten noorden van Kantens, ten westen van het Boterdiep. Tegenwoordig staat er op de wierde een boerderij (Usquerderweg 13).
De wierde komt voor het eerst voor in de goederenlijst van het Klooster Werden van omstreeks het jaar 1000 als zowel Ellasvurd als Ellisvurd. De uitgang -vurd (evenals -wert of -werd "bewoonde hoogte") wijst erop dat de wierde behoort tot de oudste wierden in het gebied. De wierde is vernoemd naar de mansnaam Elli(s) of Elle.
Eelswerd moet niet verward worden met Eelwerd (een gehucht in de nabijgelegen gemeente Eemsdelta) of met Elswerd (een dichtbijgelegen wierde).

## Geschiedenis
De wierde van Eelswerd behoort net als Rottum tot de eerste generatie wierden die rond 500 v.Chr. werd aangelegd op een hoger opgeslibde kwelderrug. Deze kwelderrug heeft een hoogte van 0,6 tot 0,8 meter boven NAP en de wierde een hoogte van 3,1 meter boven NAP. De wierde heeft afgaande op de plattegrond waarschijnlijk vroeger een radiale vorm gehad. Ten noorden, oosten en zuiden van de wierde lagen en liggen vruchtbare kleigebieden, waarop akkerbouw wordt bedreven. Het lagergelegen zware kleigebied ten westen van de wierde, waar vroeger vennen en maden lagen, wordt na een overgangszone gevormd door weidegebied. Dit gebied liep voor de systematische afwatering in de 19e eeuw in de winter gemakkelijk onder water.
Op de wierde stonden vroeger waarschijnlijk een aantal boerderijen, die in de loop der tijd fuseerden met de huidige boerderij. In de 16e eeuw was deze boerderij echter reeds de enige op de wierde. In het noordoosten van de wierde zijn potscherven, kalk en puin gevonden, die mogelijk afkomstig zijn van een van deze boerderijen.
In de 13e eeuw werd in het nabijgelegen Rottum het Klooster Juliana gebouwd. Waarschijnlijk hierdoor is de wierde van Eelswerd niet uitgegroeid tot een dorpswierde, maar net als bijvoorbeeld Helwerd of Walsweer altijd een agrarische wierde gebleven. De huidige boerderij Eelswerd heeft een grote schuur die werd gebouwd (herbouwd) in 1838, een kleine schuur uit 1878, een Hollandse stal uit 1929 en een voorhuis uit 1904.

## Kerk van Eelswerd
Eelswerd vormde vroeger een eigen kerspel. Vroeger werd gedacht dat de kerk hiervan op de wierde moet hebben gestaan, maar tegenwoordig wordt aangenomen dat de tufstenen kerk op de wierde van Rottum stond. Door wie en wanneer de kerk gesticht werd is onbekend. De 16e-eeuwse schrijver Cornelius Kempius vermeldt de kerk in relatie tot Petrus en Paulus en door Juk wordt het daarom voor mogelijk gehouden dat de kerk aan beide apostelen was gewijd en daarom mogelijk zou kunnen zijn gesticht door het klooster van Werden. Kempius staat er echter om bekend dat lang niet alles klopte wat hij schreef. Juk denkt verder dat de kerk mogelijk kan zijn gesticht rond het midden van de 11e eeuw, in dezelfde periode dat ook Warffum en Uithuizen zouden kunnen zijn afgesplitst van de moederparochie Usquert. Ook vermoedt hij dat de kerken van Kantens, Stitswerd en Zandeweer dan mogelijk weer vanuit Eelswerd zijn gesticht, maar hij acht het ook mogelijk dat Stitswerd zowel uit Eelswerd als uit Kantens is ontstaan. Ook hieromtrent bestaat echter geen enkele zekerheid. Het kerspel van Eelswerd grensde in het noorden aan het kerspel Usquert, in het westen aan de Delthe (kerspel Warffum), in het oosten aan Zandeweer, in het zuidoosten aan Kantens en in het zuiden aan Stitswerd.
Na de stichting van het klooster Juliana telde de wierde van Rottum vanaf vermoedelijk het eerste kwart van de 13e eeuw twee kerken; de parochiekerk van Eelswerd en de kloosterkerk. Een parochielijst uit 1475 noemt het dorp abusievelijk Selswerd. In 1506 maakte men onderscheid tussen Rottumer buiren en het Rottumer Clooster. De kerk staat afgebeeld onder de naam 'Elswors' op de Frieslandkaart van Deventer uit 1545 en op een kaart van na 1558 in de atlas van Sgroten (uitgegeven in 1573/82). De kerk leek op die van Stitswerd en Eppenhuizen. De kerk had een aangebouwde toren, mogelijk met een spits of een zadeldak. Vermoedelijk in de 13e of 14e eeuw verkreeg het klooster waarschijnlijk het patronaat over de kerk van Eelswerd, waarbij de monniken waarschijnlijk de mis verzorgden. Er zijn in elk geval geen gegevens over pastoralia bekend.
In 1568 was de kerk vervallen en werd de kloosterkerk van Rottum tot parochiekerk gemaakt. De abt van het klooster Juliana liet toen het doopvont van de kerk van Eelswerd overbrengen naar de kloosterkerk. De kerk van Eelswerd werd zodoende gedegradeerd tot een kapel; de plek moest in elk geval in gebruik blijven omdat deze geheiligd was en er moest minimaal een keer per jaar de mis gelezen worden. Het is onduidelijk of de kerk in de decennia erop bleef staan of dat deze deels werd afgebroken. Na de reductie werd de kerk overbodig en in 1598 werd in een bericht gesproken over de verkoop van 'keercksteen so van duifsteen gemaket dat tho Rottum gestaen heeft Eelsweert geheten', wat erop wijst dat de kerk toen reeds was afgebroken.

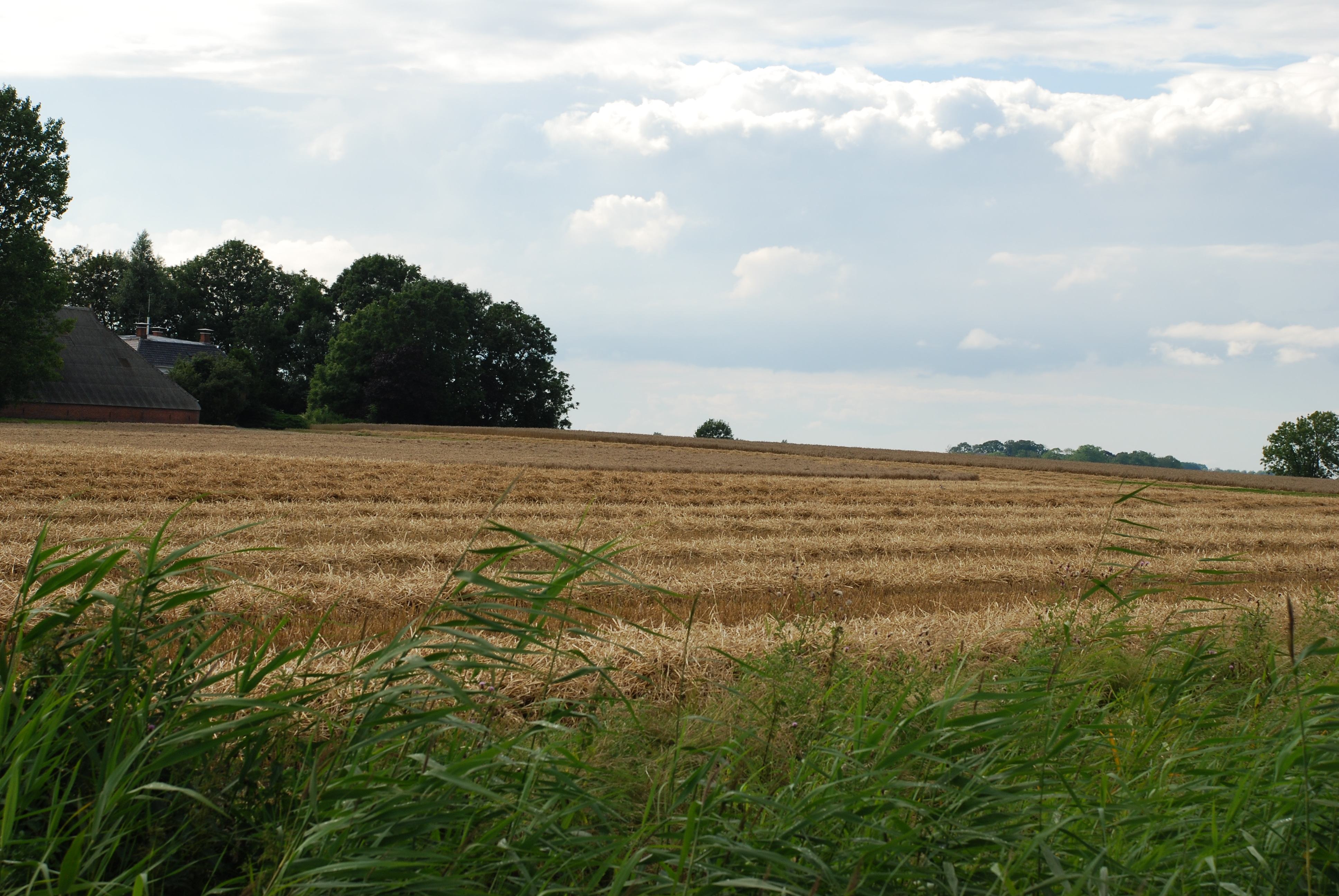
De wierde van Eelswerd in de zomer
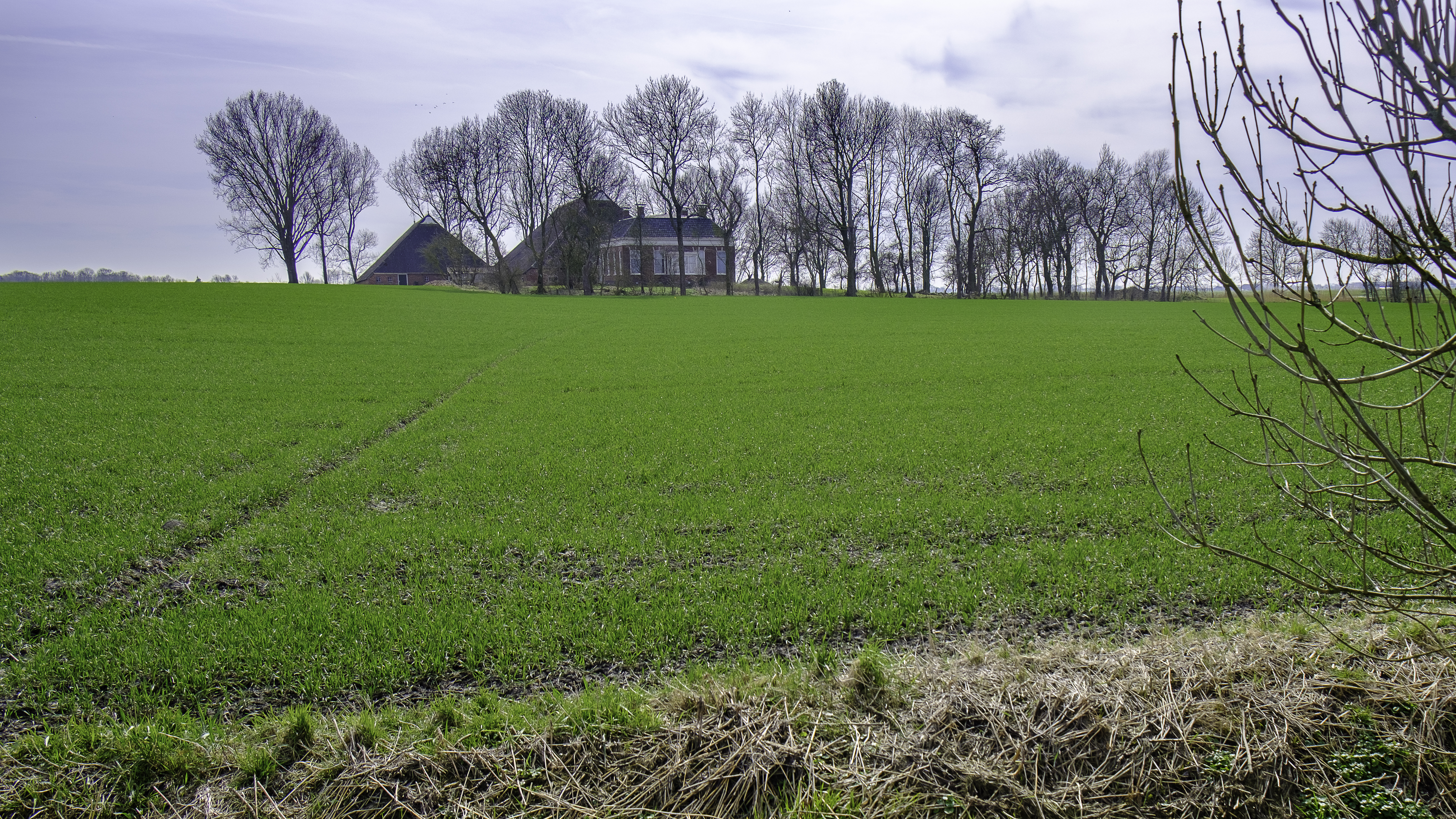
De wierde in de lente
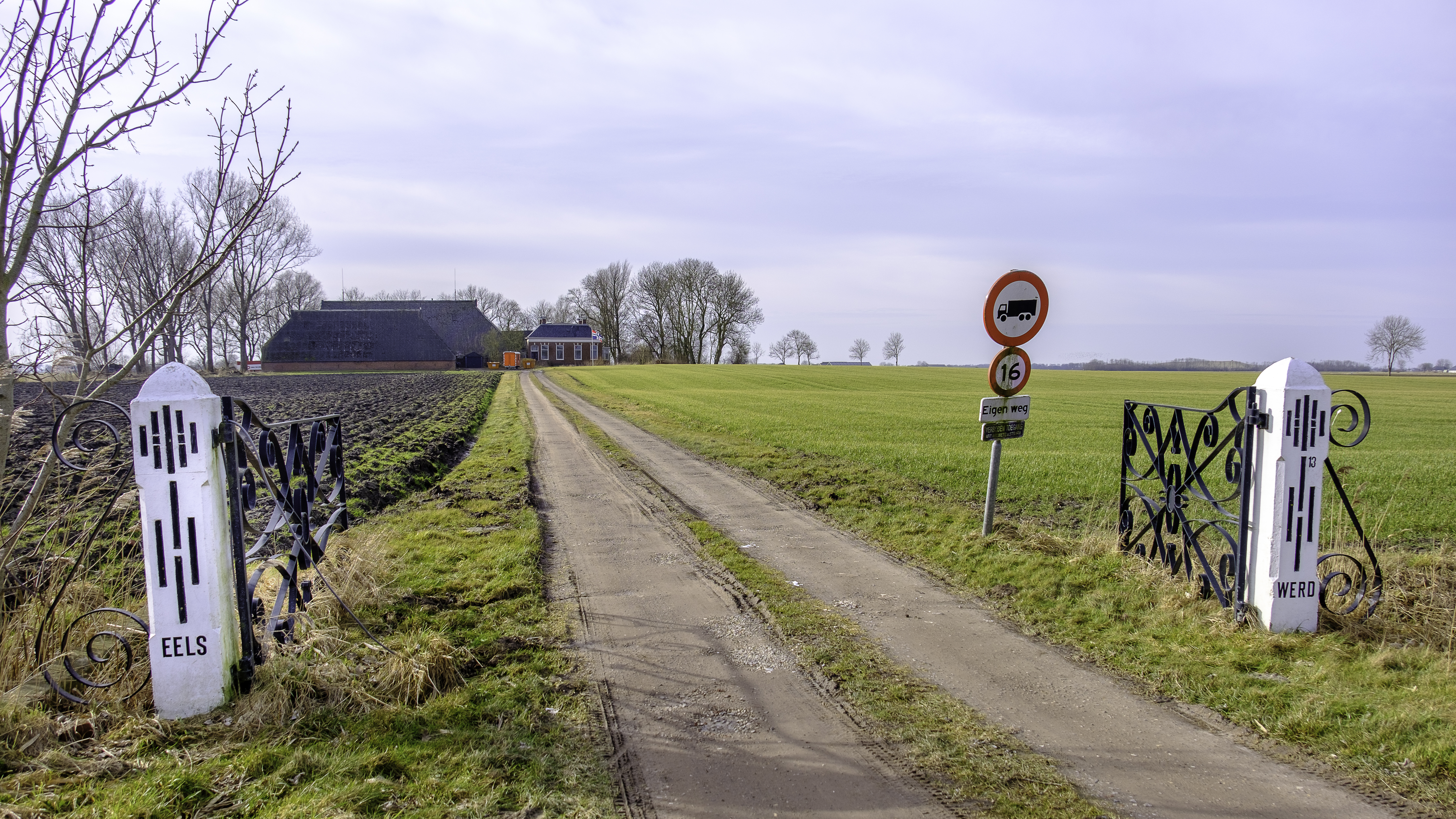
Oprit naar de boerderij bij Eelswerd

Hoofdplaats: Uithuizen

Dorpen: Adorp · Den Andel · Baflo · Bedum · Eenrum · Eppenhuizen · Hornhuizen · Houwerzijl · Kantens · Kloosterburen · 't Lage van de Weg · Lauwersoog · Leens · Leenstertillen · Lutjewolde · Mensingeweer · Molenrij · Niekerk · Noordwolde · Oldenzijl · Onderdendam · Onderwierum · Oosteinde · Oosternieland · Pieterburen · Rasquert · Rodewolt · Roodeschool · Rottum · Saaxumhuizen · Sauwerd · Startenhuizen (deels) · Stitswerd · Tinallinge · Uithuizermeeden · Ulrum · Usquert · Vliedorp · Vierhuizen · Warffum · Warfhuizen · Wehe-den Hoorn · Westerdijkshorn · Westernieland · Wetsinge · Winsum · Zandeweer · Zoutkamp · Zuidwolde · Zuurdijk

Buurtschappen, gehuchten, wierden en buurten: 1e Nijhoezen · 2e Nijhoezen · 't Aagt · Abbeweer · Alinghuizen · Arwerd · Barnegaten · Bellingeweer · Bethlehem · Beusum · Bokum · Breede · Broek · Het Bultje · De Dingen · De Raken · De Vennen · Den Haver · Deikum · Doodstil · Douwen · Duisterwinkel · Eelswerd · Eemshaven · Elens · Ellerhuizen · Ernstheem · Ewer · Grijssloot · Groot Maarslag · Groot Wetsinge · De Haar · Hammeland · Den Hander · Harssens · Hefswal · Hekkum · Helwerd · Heuvelderij · Hiddingezijl · Holwinde · De Hoogte · De Horn · De Houw · 't Houweel · De Hucht · Kaakhorn · Katershorn · Kattenburg · Klei · Kleine Huisjes · Klein Garnwerd · Klein Maarslag · Klein Wetsinge · Kolham · Koningslaagte · Koningsoord · De Knijp · Kruisweg · Lutje Marne · Lutke Saaxum · Maarhuizen · (Marnehuizen) · Menkeweer · Menneweer · Midhalm · Midhuizen · Mollenhuizen · Nijenklooster · Noordpolder · Noordpolderzijl · Obergum · Oldenzijl · Oldorp · Oosterhorn · Oosterhuizen (Eenrum) · Oosterhuizen (Zuidwolde) · Oudedijk · Oudeschip · Paapstil · Panser · Plattenburg · Polen · Ranum · Reidland · Roodehaan · Schapehals · Schaphalsterzijl · Schilligeham · Schouwen · Schouwerzijl · Sint Annerhuisjes · 't Stort · De Streek · Takkebos · Ter Laan · Tijum · Valcum · Valom · Wadwerd · Walsweer · Westerhorn (De Marne) · Westerhorn (Hogeland) · Westerklooster · Westpolder · Wierhuizen · Wierum · 't Wildeveld · Willemsstreek · Zevenhuizen